# Karel Tankred Bourbon z Obojí Sicílie
Karel Bourbonsko-Sicilský (italsky: Carlo Tancredi di Borbone-Due Sicilie, 10. listopadu 1870, Gries, Rakousko-Uhersko – 11. listopadu 1949, Sevilla, Španělsko) byl syn Alfonse hraběte Casertského a jeho manželky Marie Antonietty Bourbonsko-Sicilské, a synovec posledního Krále Sicílie Františka II.

## Manželství a děti
Narodil se 10. listopadu roku 1870 v obci Gries, části města Bolzano a při křtu dostal jméno Karel Maria František z Assisi Paskal Ferdinand Antonín z Padovy František z Pauly Alfons Ondřej Avelin Tankred (italsky: Carlo Maria Francesco d'Assisi Pasquale Ferdinando Antonio di Padova Francesco de Paola Alfonso Andrea Avelino Tancredi ) a jeho titul byl princ bourbonský-Obojí Sicílie, infant španělský (Principe di Borbone delle Due Sicilie, Infante di Spagna).
Dne 14. února 1901 v Madridu se Karel oženil s Mercedes, princeznou Asturskou, starší dcerou zesnulého krále Alfonse XII. a jeho manželky arcivévodkyně Marie Kristiny Rakouské. Mercedes byla starší sestra a předpokládaná dědička krále Alfonse XIII. Týden před svatbou 7. února, byl Karlovi udělen titul infanta španělského.
Spolu měli tři děti:
- Alfons (30. listopadu 1901 – 3. února 1964), vévoda z Kalábrie, hrabě z Caserty, ⚭ 1936 Alice z Kalábrie (13. listopadu 1917 – 28. března 2017)
- Ferdinand Bourbonsko-Sicilský (1903–1905)
- Isabela Alfonsa Bourbonsko-Sicilská (6. října 1904 – 18. července 1985) ⚭ 1929 hrabě Jan Kanty Zamojski (4. srpna 1900 – 28. září 1961)

Mercedes zemřela při porodu v roce 1904.
V roce 1907 se Karel znovu oženil a to s princeznou Luisou Orleánskou, dcerou Filipa, hraběte pařížského. Pár měl čtyři děti:
- Karel Bourbonsko-Sicilský (1908–1936). Zabit ve Španělské občanské válce.
- Maria Dolores Bourbonsko-Sicilská (1909–1996)
- Marie Mercedes Bourbonsko-Sicilská (1910–2000)
- Maria Esperanza Bourbonsko-Sicilská (1914–2005)

Mezi potomky patří bývalý Král Španělska (Juan Carlos I.), současný vévoda z Kalábrie (Pedro), současná brazilská císařská rodina a Petr Jugoslávský a jeho dva bratři.

## Vojenská služba
Karel sloužil ve španělské armádě, účastnil se bojů španělsko-americké války a obdržel Vojenský řád Marie Kristýny. Nakonec dosáhl hodnosti armádního generálního inspektora.
Dne 7. února 1901 byl 1099. rytířem Řádu zlatého rouna ve Španělsku a obdržel 280. velkokříž Řádu věže a meče.

## Nástupnictví Obojí Sicílie
V roce 1894 se Karlův otec Alfons stal hlavou dynastie Bourbonů-Obojí Sicílie. Než si vzal svou první manželku, tak se dne 14. prosince 1900 vzdal svého nároku na následnictví koruny Obojí Sicílie. V roce 1960, Karlův starší bratr Ferdinand Pius zemřel bez mužského potomka a tím Karel regeneroval svá práva (práva potomstva). Nicméně, Karlův mladší bratr Rainer si na základě zřeknutí z roku 1900 činí nárok a spor dosud není vyřešen. Zatímco většina panovnických dynastií v Evropě uznává nárok Rainerovu potomstvu, španělská královská dynastie uznává nárok Karlovým potomkům.

## Vyznamenání
- 1099. Rytíř Řádu zlatého rouna (Království španělské, 1901)
- Rytířský velkolímec Královského řádu Karla III. (Království španělské, 1901)
- Rytířský velkokříž Královského Řádu Isabely Katolické (Království španělské, 1901)
- Velkokomandér Řádu alcántarských rytířů (Království španělské, 1901)
- Rytířský velkokříž Řádu za vojenské zásluhy (Království španělské, 1910)
- Rytířský velkokříž Řádu za námořnické zásluhy (Království španělské, 1923)
- Rytířský velkokříž Královského a vojenského Řádu svatého Hermenegilda (Království španělské, 1929)
- Rytířský velkokříž Vojenského Řádu Marie Kristini (Království španělské)
- Rytířský velkokříž Řádu lázně (Spojené království)
- Rytířský velkokříž Královského řádu Viktoriina (Spojené království)
- Rytířský velkokříž Řádu věže a meče (Portugalsko)

## Vývod zpředků
|                             |                                  |  |                                 |                                              |  |  |  |  |  |  |  | Ferdinand I. Neapolsko-Sicilský |
|                             |                                  |  |                                 |                                              |  |  |  |  |  |  |  |                                 |
|                             | František I. Neapolsko-Sicilský  |  |                                 |                                              |  |  |  |  |  |  |  |                                 |
|                             |                                  |  |                                 |                                              |  |  |  |  |  |  |  |                                 |
|                             |                                  |  |                                 | Marie Karolína Habsbursko-Lotrinská          |  |  |  |  |  |  |  |                                 |
|                             |                                  |  |                                 |                                              |  |  |  |  |  |  |  |                                 |
|                             | Ferdinand II. Neapolsko-Sicilský |  |                                 |                                              |  |  |  |  |  |  |  |                                 |
|                             |                                  |  |                                 |                                              |  |  |  |  |  |  |  |                                 |
|                             |                                  |  |                                 | Karel IV. Španělský                          |  |  |  |  |  |  |  |                                 |
|                             |                                  |  |                                 |                                              |  |  |  |  |  |  |  |                                 |
|                             | Marie Isabela Španělská          |  |                                 |                                              |  |  |  |  |  |  |  |                                 |
|                             |                                  |  |                                 |                                              |  |  |  |  |  |  |  |                                 |
|                             |                                  |  |                                 | Marie Luisa Parmská                          |  |  |  |  |  |  |  |                                 |
|                             |                                  |  |                                 |                                              |  |  |  |  |  |  |  |                                 |
|                             | Alfons Neapolsko-Sicilský        |  |                                 |                                              |  |  |  |  |  |  |  |                                 |
|                             |                                  |  |                                 |                                              |  |  |  |  |  |  |  |                                 |
|                             |                                  |  |                                 | Leopold II.                                  |  |  |  |  |  |  |  |                                 |
|                             |                                  |  |                                 |                                              |  |  |  |  |  |  |  |                                 |
|                             | Karel Ludvík Rakousko-Těšínský   |  |                                 |                                              |  |  |  |  |  |  |  |                                 |
|                             |                                  |  |                                 |                                              |  |  |  |  |  |  |  |                                 |
|                             |                                  |  |                                 | Marie Ludovika Španělská                     |  |  |  |  |  |  |  |                                 |
|                             |                                  |  |                                 |                                              |  |  |  |  |  |  |  |                                 |
|                             | Marie Terezie Izabela Rakouská   |  |                                 |                                              |  |  |  |  |  |  |  |                                 |
|                             |                                  |  |                                 |                                              |  |  |  |  |  |  |  |                                 |
|                             |                                  |  |                                 | Fridrich Vilém Nasavsko-Weilburský           |  |  |  |  |  |  |  |                                 |
|                             |                                  |  |                                 |                                              |  |  |  |  |  |  |  |                                 |
|                             | Jindřiška Nasavsko-Weilburská    |  |                                 |                                              |  |  |  |  |  |  |  |                                 |
|                             |                                  |  |                                 |                                              |  |  |  |  |  |  |  |                                 |
|                             |                                  |  |                                 | Luisa Isabela z Kirchbergu                   |  |  |  |  |  |  |  |                                 |
|                             |                                  |  |                                 |                                              |  |  |  |  |  |  |  |                                 |
| 'Karel Bourbonsko-Sicilský' |                                  |  |                                 |                                              |  |  |  |  |  |  |  |                                 |
|                             |                                  |  |                                 |                                              |  |  |  |  |  |  |  |                                 |
|                             |                                  |  | Ferdinand I. Neapolsko-Sicilský |                                              |  |  |  |  |  |  |  |                                 |
|                             |                                  |  |                                 |                                              |  |  |  |  |  |  |  |                                 |
|                             | František I. Neapolsko-Sicilský  |  |                                 |                                              |  |  |  |  |  |  |  |                                 |
|                             |                                  |  |                                 |                                              |  |  |  |  |  |  |  |                                 |
|                             |                                  |  |                                 | Marie Karolína Habsbursko-Lotrinská          |  |  |  |  |  |  |  |                                 |
|                             |                                  |  |                                 |                                              |  |  |  |  |  |  |  |                                 |
|                             | František Neapolsko-Sicilský     |  |                                 |                                              |  |  |  |  |  |  |  |                                 |
|                             |                                  |  |                                 |                                              |  |  |  |  |  |  |  |                                 |
|                             |                                  |  |                                 | Karel IV. Španělský                          |  |  |  |  |  |  |  |                                 |
|                             |                                  |  |                                 |                                              |  |  |  |  |  |  |  |                                 |
|                             | Marie Isabela Španělská          |  |                                 |                                              |  |  |  |  |  |  |  |                                 |
|                             |                                  |  |                                 |                                              |  |  |  |  |  |  |  |                                 |
|                             |                                  |  |                                 | Marie Luisa Parmská                          |  |  |  |  |  |  |  |                                 |
|                             |                                  |  |                                 |                                              |  |  |  |  |  |  |  |                                 |
|                             | Marie Antonie Neapolsko-Sicilská |  |                                 |                                              |  |  |  |  |  |  |  |                                 |
|                             |                                  |  |                                 |                                              |  |  |  |  |  |  |  |                                 |
|                             |                                  |  |                                 | Ferdinand III. Toskánský                     |  |  |  |  |  |  |  |                                 |
|                             |                                  |  |                                 |                                              |  |  |  |  |  |  |  |                                 |
|                             | Leopold II. Toskánský            |  |                                 |                                              |  |  |  |  |  |  |  |                                 |
|                             |                                  |  |                                 |                                              |  |  |  |  |  |  |  |                                 |
|                             |                                  |  |                                 | Luisa Marie Amélie Tereza Neapolsko-Sicilská |  |  |  |  |  |  |  |                                 |
|                             |                                  |  |                                 |                                              |  |  |  |  |  |  |  |                                 |
|                             | Marie Izabela Toskánská          |  |                                 |                                              |  |  |  |  |  |  |  |                                 |
|                             |                                  |  |                                 |                                              |  |  |  |  |  |  |  |                                 |
|                             |                                  |  |                                 | František I. Neapolsko-Sicilský              |  |  |  |  |  |  |  |                                 |
|                             |                                  |  |                                 |                                              |  |  |  |  |  |  |  |                                 |
|                             | Marie Antonie Sicilská           |  |                                 |                                              |  |  |  |  |  |  |  |                                 |
|                             |                                  |  |                                 |                                              |  |  |  |  |  |  |  |                                 |
|                             |                                  |  |                                 | Marie Isabela Španělská                      |  |  |  |  |  |  |  |                                 |
|                             |                                  |  |                                 |                                              |  |  |  |  |  |  |  |                                 |